# Donald Smythe
Donald „Don“ Keith Smythe (* 27. April 1924; † 20. November 2016) war ein kanadischer Badmintonspieler.

## Karriere
Donald Smythe gewann 1952 seine ersten beiden kanadischen Titel, fünf weitere folgten bis 1955. 1957 und 1958 siegte er bei den Canadian Open im Herrendoppel mit Budd Porter. Seinen größten Triumph feierte er 1954, als er in das Endspiel der All England vordringen konnte. Dort unterlag er jedoch Eddy Choong aus Malaya mit 5:15 und 6:15.

## Sportliche Erfolge
| Saison | Veranstaltung                 | Disziplin    | Platz | Name                           |
| ------ | ----------------------------- | ------------ | ----- | ------------------------------ |
| 1952   | Kanada: Einzelmeisterschaften | Herrendoppel | 1     | Don K. Smythe / Budd Porter    |
| 1952   | Kanada: Einzelmeisterschaften | Herreneinzel | 1     | Don K. Smythe                  |
| 1953   | Kanada: Einzelmeisterschaften | Herrendoppel | 1     | Don K. Smythe / Budd Porter    |
| 1953   | Kanada: Einzelmeisterschaften | Herreneinzel | 1     | Don K. Smythe                  |
| 1954   | All England                   | Herreneinzel | 2     | Don K. Smythe                  |
| 1954   | Kanada: Einzelmeisterschaften | Herrendoppel | 1     | Don K. Smythe / W. Purcell     |
| 1954   | Kanada: Einzelmeisterschaften | Herreneinzel | 1     | Don K. Smythe                  |
| 1955   | Kanada: Einzelmeisterschaften | Herreneinzel | 1     | Don K. Smythe                  |
| 1957   | Canadian Open                 | Herrendoppel | 1     | Don K. Smythe / H. Budd Porter |
| 1958   | Canadian Open                 | Herrendoppel | 1     | Don K. Smythe / H. Budd Porter |